# Некрасов Віктор Платонович
Ві́ктор Плато́нович Некра́сов (4 (17) червня 1911 , Київ  — 3 вересня 1987 , Париж, Франція ) — український радянський письменник і дисидент.

## Життєпис
Народився в сім'ї лікаря на вулиці Володимирській, 4 в м. Києві. Навчався на архітектурному відділенні Київського інженерно-будівельного інституту й одночасно в театральній студії при театрі російської драми, яку закінчив 1937.
Працював актором і театральним художником у театрах Києва, Владивостока, Кірова та Ростова-на-Дону.
З початком радянсько-німецької війни відмовився від «броні», пішов на фронт. Пройшов шлях від Ростова до Сталінграда. Був інженером саперних військ, командував батальйоном. Двічі серйозно поранений. Після Сталінградської битви вступив у ВКП(б), перші сумніви щодо якої у нього з'явилися вже 1946 року після відомої постанови про журнали «Звезда» і «Ленинград».
1946 — у журналі «Знамя» опубліковано повість Некрасова «В окопах Сталінграда», за яку він одержав Сталінську премію другого ступеню в 1947 р. Всю премію Некрасов віддав на купівлю інвалідних візків для інвалідів війни.
1963 — розглядалася персональна партійна справа проти Некрасова за нариси про Америку «По обидва боки океану», яка закінчилася суворою доганою.
1966 — підписав листа 25 діячів науки та культури Генеральному секретареві ЦК КПРС із протестом проти реабілітації Сталіна, що стало початком його опозиційної громадської діяльності.
Восени 1966 підписав колективний лист до Верховної Ради РРФСР з протестом проти нових статей кримінального законодавства (190-1 і 190-3 КК РРФСР), введених для боротьби з інакодумством.
1969 — нова персональна партійна справа за лист на захист В. Чорновола і виступ у день 25-річчя розстрілу євреїв у Бабиному Яру.
За сценаріями Некрасова знято фільми: «Солдати» (художній); «Невідомому солдатові» (документальний фільм з багатьох частин; дістав почесну нагороду на Лейпцизькому фестивалі документальних фільмів), «58 хвилин в Італії» (хронікальний).
1970 — твір Некрасова вперше опубліковано за кордоном (журнал «Грани», № 74).
У червні 1972 співробітники КДБ провели в нього обшук, під час якого виявили самвидав.
1972 — Некрасова виключили з КПРС.
17 січня 1974 — після проведення обшуку в Некрасова вилучено 7 мішків рукописів, книг, журналів, газет, листів, фотографій та ін. У березні 1974 його примусово вислали на місце проживання до Києва. Тут його підтримували друзі й однодумці. Зокрема, поет Вілен Барський згадував: «Некрасов у Києві був свого роду ліберальним інститутом, центром тяжіння для багатьох, ще задовго до його відкритих конфліктів з владою…»
12 березня 1974 Некрасов дав інтерв'ю кореспонденту газети «Нью-Йорк таймс», в якому заявив, що йому відмовлятимуть у публікації робіт, доки він не візьме участі у засудженні О. Солженіцина. 15 липня того ж року перший секретар ЦК КПУ Щербицький особисто інформував ЦК КПРС про «антирадянську діяльність» письменника В. Некрасова та його дружини Г. Базій.
1974 — виїхав у еміграцію. Жив у Парижі, працював на Радіо «Свобода», мандрував, писав.
Похований на російському цвинтарі Сент-Женевьєв-де-Буа під Парижем.

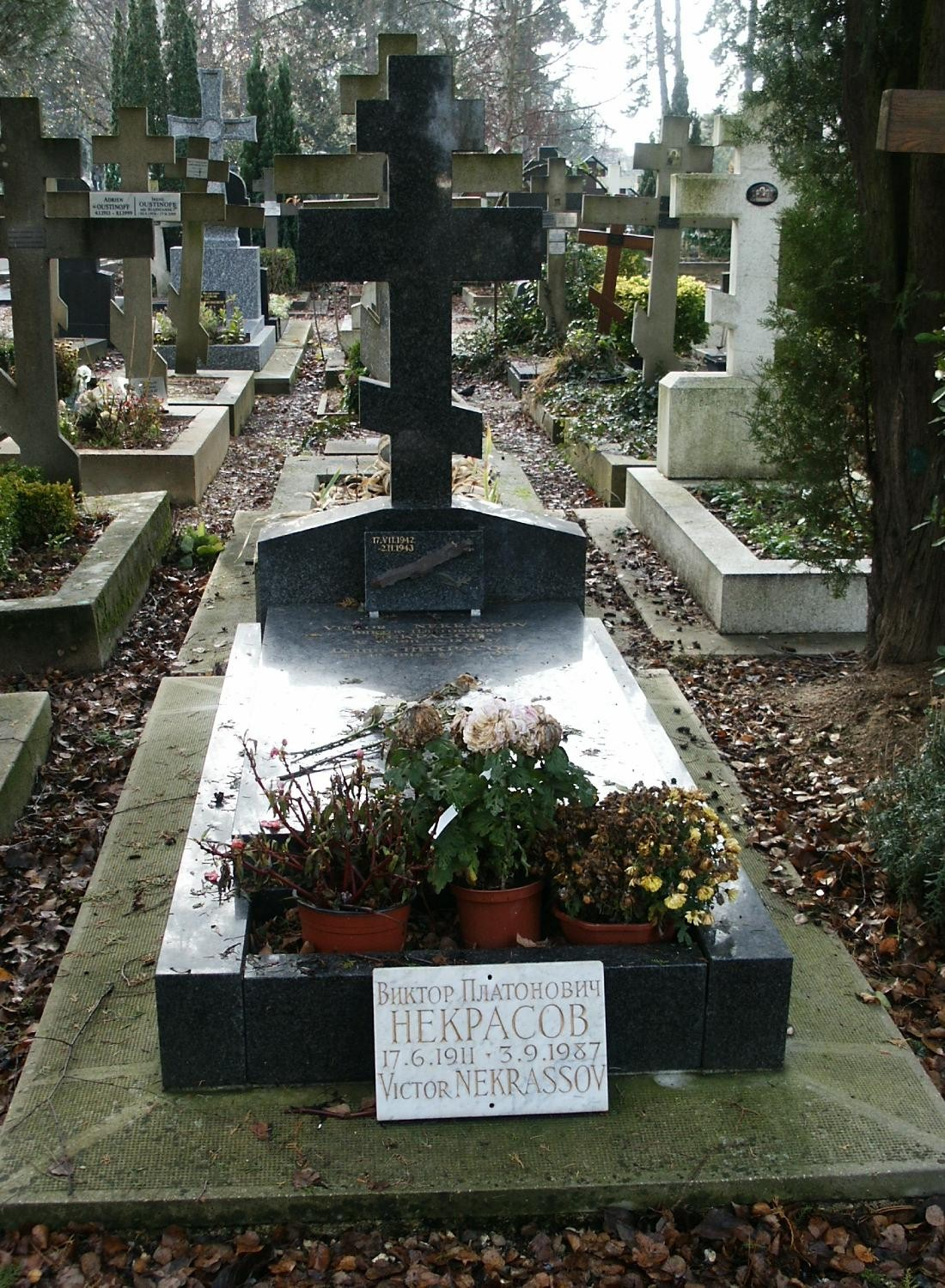
Могила Віктора Некрасова на цвинтарі Сент-Женев'єв-де-Буа
Меморіальна дошка на будинку в Києві (вул. Хрещатик, 15), де жив Віктор Некрасов

## Твори

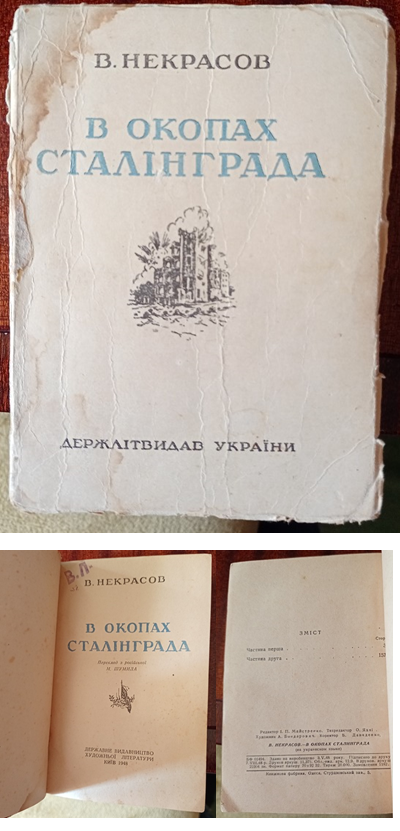
Перше видання українською "В окопах Сталінграда" Віктора Платоновича Некрасова, 1948 рік, переклад М. Шумила

- Повість «В окопах Сталінграда».
- «У рідному місті»
- «Перше знайомство»
- Спогади.
- Нариси.